# Charles Bradley (baloncestista de 1959)
Charles Warnell Bradley (Havre de Grace, Maryland, 16 de mayo de 1959) es un exjugador de baloncesto estadounidense que disputó 3 temporadas en la NBA, además de jugar en la CBA. Fue también entrenador de los Loyola Marymount Lions entre 1998 y 2000. Con 1,96 metros de estatura, jugaba en la posición de escolta. Es el hermano menor del también exjugador de la NBA Dudley Bradley.

## Trayectoria deportiva

### Universidad
Jugó durante cuatro temporadas con los Cowboys de la Universidad de Wyoming, en las que promedió 15,9 puntos y 4,6 rebotes por partido. Fue elegido en sus tres últimos años en el mejor quinteto de la Western Athletic Conference, acabando su carrera universitaria como el segundo mejor anotador de todos los tiempos de los Cowboys, con 1.744 puntos.

### Profesional
Fue elegido en la vigésimo tercera posición del Draft de la NBA de 1981 por Boston Celtics, donde en su primera temporada no pasó de los 3,0 puntos y 0,7 rebotes por partido. Al año siguiente no mejoró su situación, siendo despedido al término de la temporada. En la temporada 1983-84 firmó como agente libre con Seattle Supersonics, pero apenas disputó unos cuantos minutos de 11 partidos antes de ser nuevamente despedido.
Las dos siguientes temporadas las jugaría en los Wyoming Wildcatters y los Albany Patroons de la CBA, retirándose en 1985. En sus tres temporadas en la NBA promedió 3,2 puntos y 1,1 rebotes por noche.

## Estadísticas de su carrera en la NBA

### Temporada regular
| Temporada | Edad | Equipo              | Liga | P   | TIT | MIN  | TC  | TCA | %TC  | 3P  | 3PA | %3P  | TL  | TLA | %TL  | R.OF. | R.DEF. | REB | ASIS | ROB | TAP | PER | FP  | PTS |
| 1981-82   | 22   | Boston Celtics      | NBA  | 51  | 1   | 6.6  | 1.1 | 2.4 | .451 | 0.0 | 0.0 | .000 | 0.8 | 1.2 | .677 | 0.2   | 0.5    | 0.7 | 0.4  | 0.3 | 0.1 | 0.7 | 1.2 | 3.0 |
| 1982-83   | 23   | Boston Celtics      | NBA  | 51  | 5   | 10.4 | 1.4 | 3.5 | .392 | 0.0 | 0.1 | .000 | 0.9 | 1.8 | .511 | 0.6   | 0.9    | 1.5 | 0.5  | 0.6 | 0.5 | 0.8 | 1.6 | 3.6 |
| 1983-84   | 24   | Seattle SuperSonics | NBA  | 8   | 0   | 4.9  | 0.4 | 0.9 | .429 | 0.0 | 0.0 |      | 0.6 | 0.9 | .714 | 0.0   | 0.4    | 0.4 | 0.6  | 0.0 | 0.1 | 1.0 | 0.8 | 1.4 |
| Total     |      |                     | NBA  | 110 | 6   | 8.3  | 1.2 | 2.8 | .416 | 0.0 | 0.0 | .000 | 0.8 | 1.4 | .585 | 0.4   | 0.7    | 1.1 | 0.5  | 0.4 | 0.3 | 0.8 | 1.4 | 3.2 |

### Playoffs
| Temporada | Edad | Equipo         | Liga | P | MIN | TCA | TC | 3PA | 3P | TLA | TL | R.OF. | REB | ASIS | ROB | TAP | PER | FP | PTS | %TC  | %3P | %FT  | MIN | PTS | REB | AST |
| 1981-82   | 22   | Boston Celtics | NBA  | 7 | 18  | 2   | 8  | 0   | 0  | 0   | 2  | 1     | 5   | 1    | 1   | 0   | 4   | 6  | 4   | .250 |     | .000 | 2.6 | 0.6 | 0.7 | 0.1 |
| 1982-83   | 23   | Boston Celtics | NBA  | 2 | 4   | 0   | 0  | 0   | 0  | 0   | 0  | 0     | 0   | 0    | 0   | 0   | 0   | 0  | 0   |      |     |      | 2.0 | 0.0 | 0.0 | 0.0 |
| Total     |      |                | NBA  | 9 | 22  | 2   | 8  | 0   | 0  | 0   | 2  | 1     | 5   | 1    | 1   | 0   | 4   | 6  | 4   | .250 |     | .000 | 2.4 | 0.4 | 0.6 | 0.1 |